# Władysław Hewłycz
Władysław Dmytrowycz Hewłycz, ukr. Владислав Дмитрович Гевлич (ur. 23 września 1994 w Sewastopolu) – ukraiński piłkarz, grający na pozycji pomocnika.

## Kariera piłkarska

### Kariera klubowa
Wychowanek Szkoły Sportowej nr 5 w Sewastopolu, barwy której bronił w juniorskich mistrzostwach Ukrainy (DJuFL). 24 lipca 2011 rozpoczął karierę piłkarską w drugiej drużynie PFK Sewastopol. Po rozformowaniu klubu latem 2014 przeniósł się do SKCzF Sewastopol. 14 lipca 2016 został piłkarzem FK Tarnopol, ale już wkrótce 20 września 2016 po zwolnieniu trenera Iwana Maruszczaka wrócił do SKCzF Sewastopol. 6 marca 2017 przeszedł w białoruski Dniapro Mohylew. 12 stycznia 2018 opuścił mohylewski klub, jednak wkrótce przedłużył kontrakt z klubem.